# Ahmed Kadhim
Ahmed Kadhim (en árabe: احمد کاظم عصاد‎; Bagdad, Irak; 1 de julio de 1976) es un exfutbolista y entrenador de fútbol de Irak que jugaba en la posición de defensa. Actualmente dirige al Samarra FC de la Liga Premier de Irak.

## Carrera

### Club
| Periodo   | Club              |
| --------- | ----------------- |
| 1994–1995 | Al-Talaba SC      |
| 1995–1997 | Al-Quwa Al-Jawiya |
| 1997–2002 | Al-Zawraa         |
| 2002–2003 | Al-Shorta SC      |
| 2003–2004 | Al-Jaish Damasco  |
| 2004–2007 | PAS Teherán FC    |
| 2007–2008 | Steel Azin FC     |
| 2008–2009 | Esteghlal Ahvaz   |
| 2009–2010 | Al-Shorta SC      |
| 2010–2013 | Al-Naft SC        |

### Selección nacional
Jugó para Irak en 90 ocasiones de 1995 a 2007 y anotó seis goles; además de que participó en la Copa Asiática 2000.

### Entrenador
| Periodo   | Club             |
| --------- | ---------------- |
| 2018      | Al-Diwaniya FC   |
| 2018–2019 | Zakho FC         |
| 2019      | Salam Zgharta FC |
| 2020–2021 | Samarra FC       |
| 2021–     | Samarra FC       |

## Logros
- Copa AFC: 2

2004
- Liga Premier de Irak: 4

1996-97, 1998–99, 1999–2000, 2000–01
- Copa de Irak: 4

1996-97, 1997–98, 1998–99, 1999–2000
- Supercopa de Irak: 4

1997, 1998, 1999, 2000
- Copa Elite Iraquí: 3

1995, 1996, 1999
- Copa de Siria: 1

2004

## Estadísticas

### Goles con selección nacional
| Fecha      | Sede                         | Rival    | Marcador | Resultado | Torneo                                               |
| ---------- | ---------------------------- | -------- | -------- | --------- | ---------------------------------------------------- |
| 30-10-1999 | Al Jazira Stadium, Abu Dhabi | Estonia  | 1–1      | 1–1       | Amistoso                                             |
| 2-6-2000   | King Abdullah Stadium, Amán  | Jordania | 2–0      | 4–1       | Campeonato de la WAFF 2000                           |
| 12-4-2001  | Al-Shaab Stadium, Bagdad     | Macao    | 8–0      | 8–0       | Clasificación para la Copa Mundial de Fútbol de 2002 |
| 14-4-2001  | Al-Shaab Stadium, Bagdad     | Nepal    | 8–1      | 9–1       | Clasificación para la Copa Mundial de Fútbol de 2002 |
| 14-4-2001  | Al-Shaab Stadium, Bagdad     | Nepal    | 9–1      | 9–1       | Clasificación para la Copa Mundial de Fútbol de 2002 |
| 3-9-2002   | Abbasiyyin Stadium, Damasco  | Siria    | 1–0      | 1-0       | Campeonato de la WAFF 2002                           |